# Feniton
Feniton – wieś w Anglii, w hrabstwie Devon, w dystrykcie East Devon. Leży 20 km na wschód od miasta Exeter i 235 km na zachód od Londynu. W 2001 miejscowość liczyła 1796 mieszkańców.